# Jong-Breskenspolder

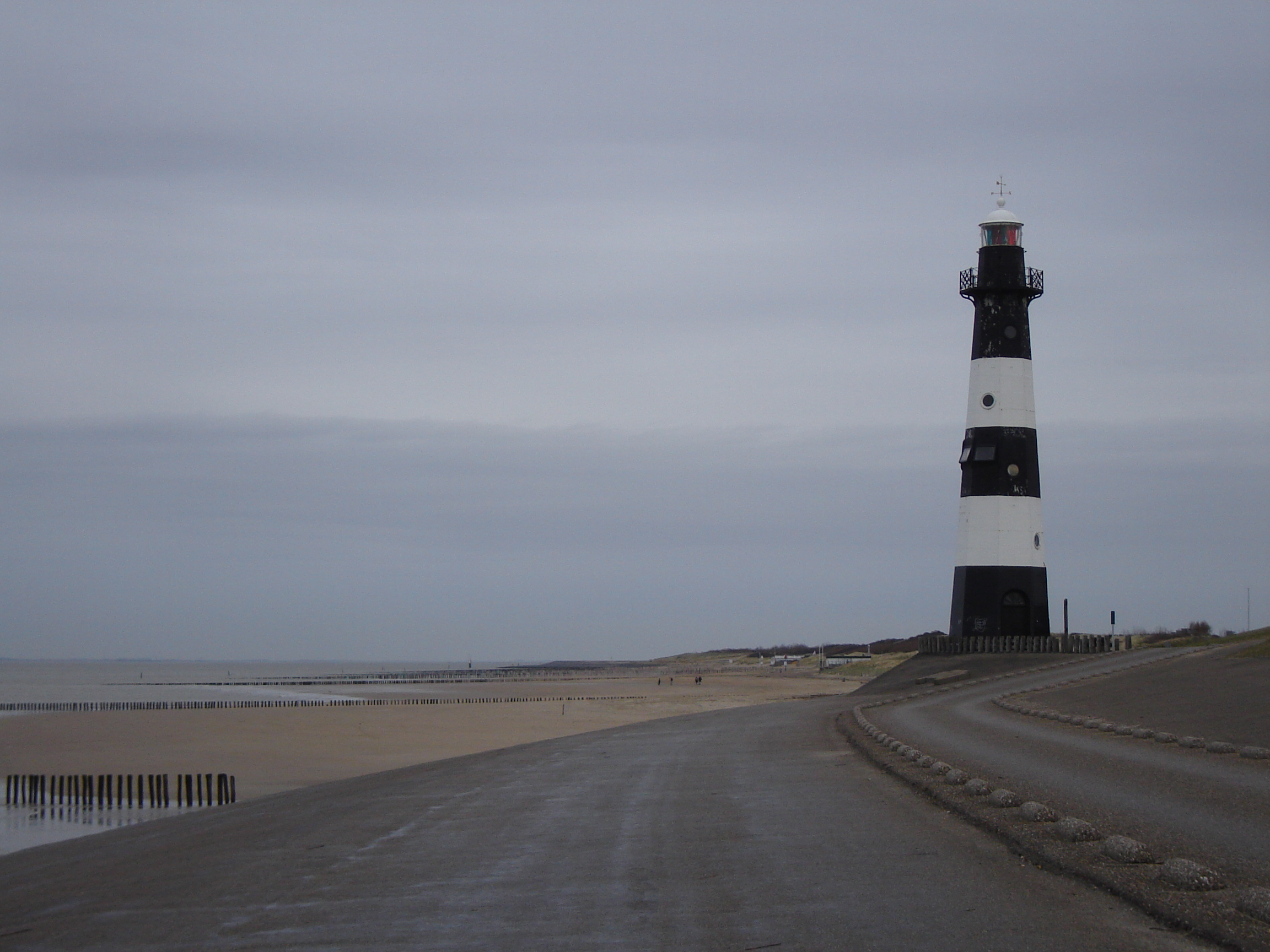
Vuurtoren van Breskens en strand

De Jong-Breskenspolder is een polder ten westen van Breskens, behorende tot de Polders op Breskenszand.
De polder werd ingedijkt door Filips van Kleef in 1527, vervolgens geïnundeerd in 1583 en in 1609 herdijkt door Nicolaas Cauwe.
De polder lag aan de zeezijde (de Wielingen) niet ver van een diepe geul en ze werd vrijwel voortdurend door dijkval bedreigd, waartoe inlaag na inlaag moest worden aangelegd en verloren ging. In 1641, 1659, 1663, 1670, 1672, 1675, 1678 en 1681 vonden aanvallen van de zee plaats, en op 26 januari 1682 ging de polder vrijwel geheel verloren. Tegenwoordig resteert nog 45 ha.
In de polder bevindt zich de buurtschap Nieuwesluis, met de Vuurtoren van Breskens uit 1867 en een haventje. In 1810 werd hier het Fort Napoléon gesticht, wat later omgedoopt is in Fort Willem I. Van dit fort zijn hooguit de contouren nog te zien. In de polder ligt tegenwoordig ook enig kunstmatig duingebied.
De polder ligt over een lengte van ongeveer 1,5 km aan de zeezijde en wordt aan de landzijde begrensd door het Zandertje.